# Февронија Нисибиска
Преподобна мученица Февронија је хришћанска светитељка. Била је ћерка сенатора Просфора из Рима. 
Рођена је и живела у Риму, у врема цара Диоклецијана. Тамошњи епарх Антим је хтео да ожени сина Лисимаха са лепом кћерком сенатора Просфора. Да би избегла тај брак девојка се замонашила на истоку, у земљи Асирској, у манастиру, где је њена тетка, Вриена, била игуманија. По смрти Антимовој старање о Лисимаху преузео је стриц Селин. Лисимаха, кога је цар Диоклецијан (284—305) сматрао да је он потајни хришћанин, послао је на исток, са његовим стрицем Селином, да хвата и убија хришћане. Док је Селин био веома суров према хришћанима, Лисимах је штедео хришћане где год је могао. Пошто је поубијао хришћане у Палмири, Селин је дошао у град Сивапољ, близу ког се налазио манастир девички са педесет испосница, међу којима је била и Февронија. Иако је имала тек двадесет година, Февронију су поштовали и у манастиру и у граду због велике кротости, мудрости и уздржљивости. У том манастиру држало се правило блажене Платониде, раније игуманије, да се сваки дан петка проводи само у молитвама и читању свештених књига, без икаквог другог рада. Вриена је одредила Февронију да чита монахињама свештене књиге. 
Када је Селин чуо за Февронију, наредио је да му је доведу. Па кад се Февронија није хтела одрећи вере у Исуса Христа и пристати на брак, он је наредио Лисимаху да је "стави на муке": да је шибају, потом да јој зубе избију, потом да јој одсеку руке, па груди, па ноге, и најзад да је посеку мачем. У хришћанској традицији помиње се да је мучитеља тога истог дана снашла страшна казна Божја те да је бес ушао у њега, и обузео га неки самртни ужас; у том ужасу он је ударио главом о мермерни стуб и пао мртав. Лисимах је наредио да се тело Февронијино сабере и однесе у манастир, где је чесно сахрањено, а он се са многим другим војницима крстио. Хришћани верују да су се од моштију свете Февроније догађала многа исцељења, као и да се она јављала на дан њеног празника и стајала на свом уобичајеном месту међу монахињама. 
Света Февронија је мученички пострадала 310. године. Њене мошти су 363. године пренете у Цариград. Убрзо после њене смрти Свети Јаков - епископ нисибијски је саградио цркву и пренео у њу део моштију ове светитељке.
Српска православна црква слави је 25. јуна по црквеном, а 8. јула по грегоријанском календару.
У манастиру Грачаници на Косову и Метохији налази се у цркви лик Св. мученице Февроније. Та житејска икона настала је 1607-1608. године. Светитељка је насликана за време новобрдског или грачаничког митрополита Виктора (1593—1612), на "гипсаној подлози дрвене даске". Приказана је на икони како седи на трону, обучена у зелену хаљину, уз ктитора Виктора.